# Liohippelates
Liohippelates là một chi ruồi trong họ Chloropidae.